# Escuelas Normales de Chile

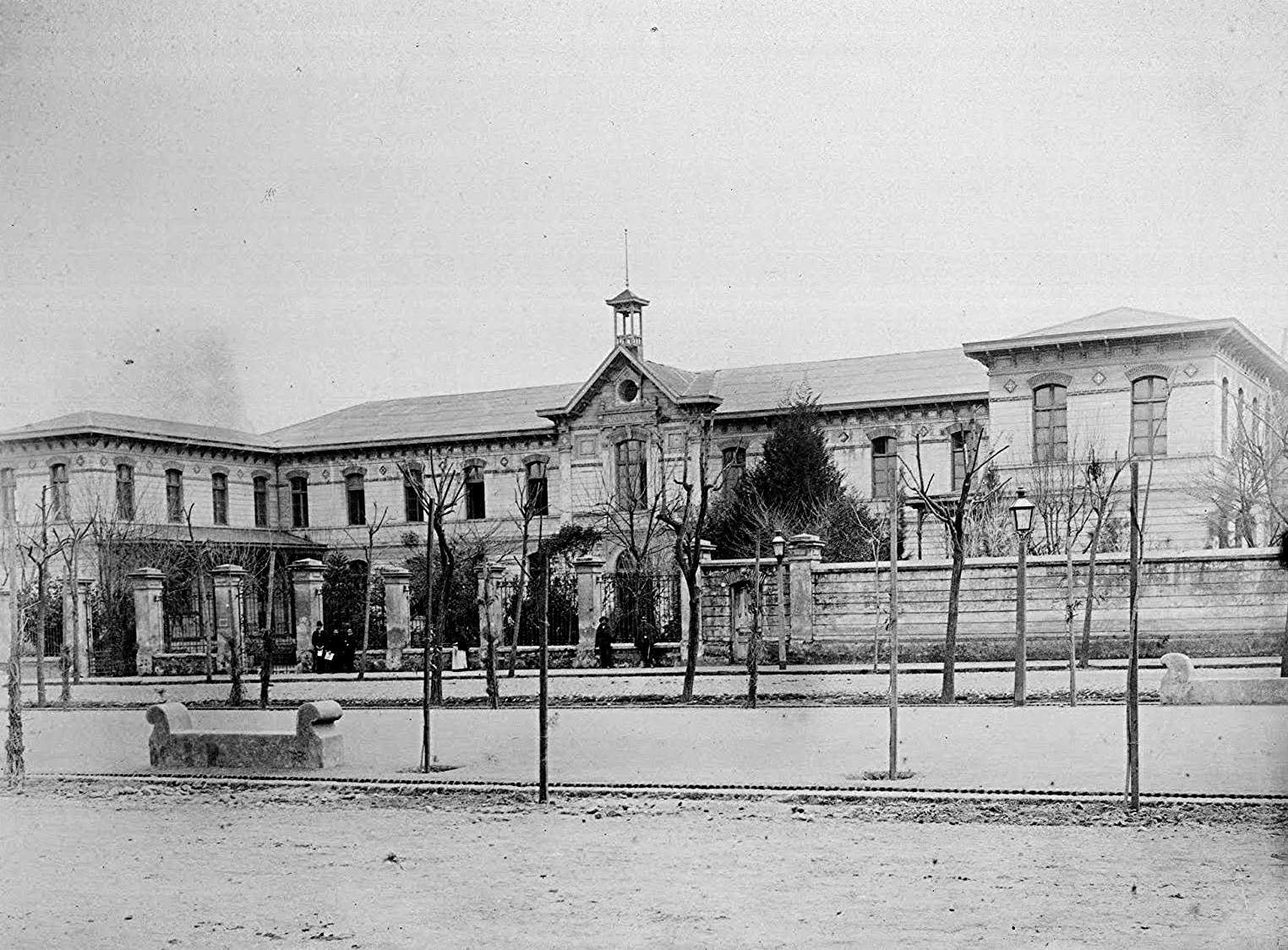
La Escuela Normal Superior José Abelardo Núñez a inicios del.

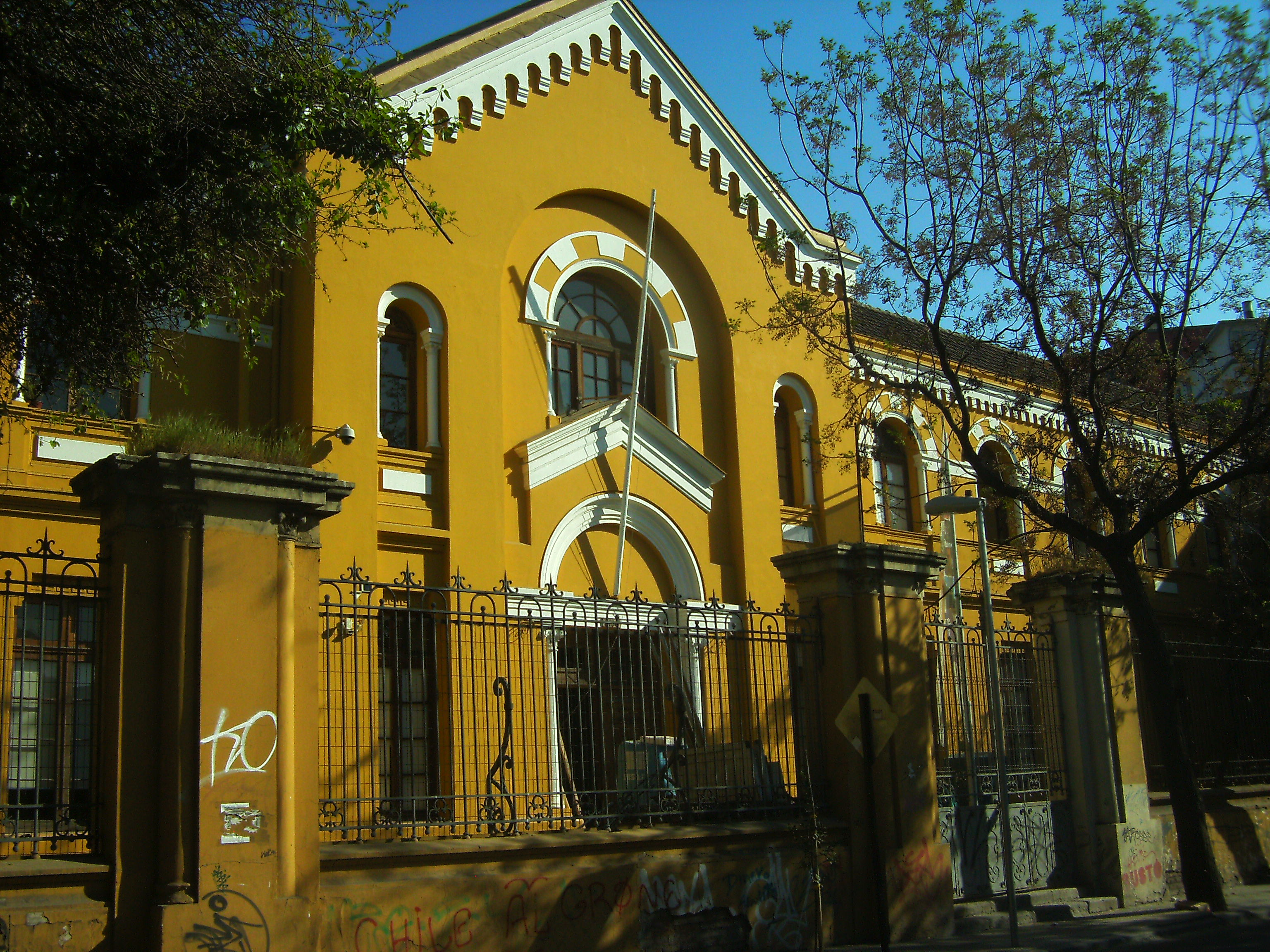
Edificio que ocupó la Escuela Normal de Preceptoras.

Las Escuelas Normales de Chile fueron instituciones formadoras de profesores habilitados para desempeñarse en la docencia primaria. Fueron creadas durante el siglo XIX a semejanza del modelo francés, y persistieron hasta la década de 1970.

## Historia
Fueron fundadas en 1842, bajo el modelo implementado en Francia por el sacerdote Juan Bautista de La Salle y plasmado en la Escuela Normal Superior gala del año 1974. Así, bajo la presidencia de Manuel Bulnes y siendo ministro de Justicia e Instrucción Pública Manuel Montt, por decreto de 18 de enero de 1842 se creó la primera Escuela Normal de Preceptores, la que abrió sus puertas en Santiago el 14 de junio del mismo año bajo la dirección de Domingo Faustino Sarmiento.
Doce años después, por encargo del presidente de la República a las Monjas Francesas del Sagrado Corazón, encabezadas por la madre Ana Du Rousier, se creó la primera Escuela Normal de Preceptoras, un hito importante que contribuyó a la inserción de la mujer en el mundo profesional.
La consolidación del sistema se debió en gran parte al impulso de José Abelardo Núñez, abogado que asumió la Dirección de la Sociedad de Instrucción Primaria y que publicó el año 1883 el libro Organización de las Escuelas Normales, texto consular en la historia de la pedagogía en Chile.
A pesar de problemas como falta de salas, carencia de equipamiento educativo y poca dotación de maestros —había ocasiones en que sólo dos profesores dictaban todas las materias: el director y el subdirector—, las escuelas normales se transformaron en la base para la educación primaria chilena durante gran parte de los siglos XIX y XX. Su regulación se estableció en la Ley Orgánica de las Escuelas Normales de 1929, la que, además de regularizar los planes de estudio a seis años, decretó que la formación de escuelas normales particulares debía contar con la expresa autorización del Presidente de la República.
Por la misma década de 1920 existían dos tipos de escuelas normales: urbanas y rurales, ambas con una duración de estudios de seis años; los cuatro primeros de cultura general y los dos últimos como ciclo profesional. El horario de estudio comprendía cuarenta horas semanales para las urbanas y cuarenta y dos para las rurales. Hacia 1953 había 17 escuelas normales: siete urbanas, siete rurales y tres particulares.
Con el fin de formar directores de escuela y perfeccionar a los profesores, en 1933 se creó la Escuela Normal Superior. Por decreto número 515 del 16 de marzo del mismo año se designó como tal a la Escuela Normal Abelardo Núñez, nombre que se le asignó a aquella primera escuela normal fundada en 1842.
La reforma educacional implementada por el gobierno de Eduardo Frei Montalva en 1965 puso en marcha el curso especial de Formación de Profesores Primarios por parte de la Universidad de Chile y otras instituciones de educación superior, lo que significó la decadencia de las escuelas normales. Paulatinamente los «Normalistas» pasaron a conocerse como «Profesores de Estado en Educación General Básica».
El ocaso definitivo de las escuelas normales se dio bajo la dictadura militar de Augusto Pinochet. El 10 de diciembre de 1973 se declaró en reorganización la enseñanza normal y se le encargó a una comisión de especialistas que elaborara un informe luego de 90 días, el cual propuso que la formación de profesores de educación básica debía ser responsabilidad sólo de las universidades. Fue así como se emitió un decreto ley el 11 de marzo de 1974 que estableció la formación universitaria de los docentes y eliminó el sistema de las escuelas normales, dando fin a una época de más de un siglo de formación del profesorado chileno.

## Lista de Escuelas Normales de Chile
Existieron muchas Escuelas Escuelas Normales en Chile, las siguientes duraron hasta su cierre a nivel nacional en 1973, y por decreto en 1974 en tiempos de Dictadura:
- Escuela Normal de Preceptores de Santiago, fundada en 1842, posteriormente fue rebautizada como Escuela Normal Superior José Abelardo Núñez, sus dependencias pasaron a ser parte de la Universidad de Santiago de Chile pero el antiguo Edificio cedió con el terremoto de los años ochenta, hoy ese mismo terreno es conocido el Sector 8 de la Universidad, donde se halla el Departamento de Educación.
- Escuela Normal de Preceptoras de Santiago, fundada en 1954, posteriormente fue rebautizada como Escuela Normal Superior de Niñas Brígida Walker, luego de la dictadura, sus dependendecias pasaron a ser la actual sede del Museo de la Educación Gabriela Mistral.
- Escuela Normal de Chillán, fundada en 1871, sus dependencias pasaron a ser el actual Campus La Castilla de la Universidad del Bío-Bío.
- Escuela Normal de La Serena, fundada en 1874 y cerrada en 1878, reabierta en 1890, sus dependencias pasaron a ser el actual Edificio Isabel Bongard de la Universidad de La Serena.
- Escuela Normal de Valdivia, fundada en 1896, en dictadura pasó a ser parte de la Universidad Austral de Chile.
- Escuela Normal N°2 de Santiago, fundada en 1902 como el Medio Internado Normal de Preceptoras, en 1908 se denomina Escuela Normal de Señoritas.
- Escuela Normal de Copiapó, fundada en 1905, pero cerrada en 1927, reabierta en 1936. Posteriormente pasó a ser parte del Instituto Profesional de Copiapó, el que se convirtió en la actual Universidad de Atacama.
- Curso Normal de la Universidad de Concepción, fundado en 1905, institución privada, y cerrada en 1953.
- Escuela Normal de Victoria, fundada en 1906, se le denominaba la Escuela de Preceptores de Mariluán, pero fue cerrada en 1927. Abrió nuevamente en 1943 con el nombre de Escuela Normal Rural Experimental de Victoria, cerró en dictadura, y el edificio a partir de 1991 se empezó a utilizar como sede regional de la Universidad Arturo Prat.
- Escuela Normal de Curicó, fundada en 1906 como Escuela Normal Cecilio Imable Yens de Curicó, es cerrada en 1927. Abrió nuevamente en 1948. La ubicación de esta escuela es la actual locación del Campus de Nuestra Señora del Carmen de la Universidad Católica del Maule en Curicó.
- Escuela Normal de Talca, fundada en 1906, cerrada en 1928 por un terremoto. Reabre en 1942 con el nombre de Escuela Normal Rural Experimental.
- Escuela Normal Santa Teresa, fundada en 1907, Escuela Normal Privada.
- Escuela Normal de Angol, fundada en 1908, funcionamiento oficial por decreto en 1912.
- Escuela Normal de Ancud, fundada en 1930 originalmente como Escuela Normal Rural de Mujeres de Ancud, pasó a ser mixta en 1952. Actualmente sus dependendencias son utilizadas por el Liceo Polivalente de Ancud
- Escuela Normal Santa Cruz, escuela particular fundada en 1936 en San José de la Mariquina. .
- Escuela Normal de Antofagasta, fundada en 1945.
- Escuela Normal de Viña del Mar, fundada en 1950.
- Escuela Normal María Auxiliadora, fundada en 1958, Escuela Normal Privada.
- Curso Normal de Iquique, fundado en 1963.
- Escuela Normal de La Unión, fundada en 1964, incorporada posteriormente a la Universidad Austral de Chile.
- Escuela Normal Vespertina de Santiago, fundado en 1965

Además hubo otras Escuelas Normales, que fueron cerradas tempranamente:
- Escuela Normal de Puerto Montt, fundada en 1904, pero cerrada en 1927
- Escuela Normal de San Felipe, fundada en 1906, pero cerrada en 1927
- Escuela Normal de Limache, fundada en 1906, cerrada en 1928
- Escuela Normal Domingo Faustino Sarmiento, fundada en 1960, cerrada en 1965
- Escuela Normal Gabriela Mistral, escuela particular fundada en 1964, cerró en 1969.
- Escuela Normal de Rancagua, fundada en 1968, cerrada en 1972